# Solenodon marcanoi
Solenodon marcanoi är en utdöd däggdjursart som först beskrevs av Patterson 1962.  Solenodon marcanoi ingår i släktet Solenodon och familjen snabelslidmöss. IUCN kategoriserar arten globalt som utdöd. Inga underarter finns listade i Catalogue of Life.
Arten levde i Dominikanska republiken. På grund av de upphittade kvarlevorna antas att arten dog ut efter européernas ankomst i Västindien. Solenodon marcanoi hade troligen samma levnadssätt som andra snabelslidmöss. De är aktiva på natten och äter ryggradslösa djur samt små kräldjur, frukter och grönsaker. Individer av de snabelslidmöss som finns kvar vilar i grottor, i bergssprickor, i trädens håligheter och i självgrävda underjordiska bon.
Liksom andra familjemedlemmar liknade arten en näbbmus med en storlek lika som en stor brunråtta. Djuret hade kraftiga klor.
Före européernas ankomst hade arten bara ett fåtal fiender som stora ormar och rovlevande fåglar. Solenodon marcanoi dog troligen ut på grund av nya introducerade fiender som katt och hund samt på grund av konkurrensen med råttorna.